# Bleikjo (Øygarden)
Ne doit pas être confondu avec Bleikjo.
Bleikjo est une île norvégienne du comté de Hordaland appartenant administrativement à Øygarden.

## Description
Rocheuse et désertique, à fleur d'eau, elle s'étend sur environ 55 m de longueur pour une largeur approximative de 43 m.  